# بزرگ کردن هلن
بزرگ کردن هلن (به انگلیسی: Raising Helen) فیلمی محصول سال ۲۰۰۴ و به کارگردانی گری مارشال است. در این فیلم بازیگرانی همچون کیت هادسن، جان کوربت، جون کیوسک، هیدن پنیتیر، اسپنسر برسلین، هلن میرن، ابیگیل برسلین، سکینه جعفری، کوین کیلنر، پاریس هیلتون، فلیسیتی هافمن، شان اوبراین، آمبر والتا، جوزف مازلو، هکتور الیزوندو، لری میلر ایفای نقش کرده‌اند.